# Disques Versailles

Disques Versailles est une firme de disques française créée entre autres par Bruno Coquatrix en 1955, et rachetée en 1963 par CBS.
Mickey Baker, Caravelli, Pia Colombo, Sacha Distel, Mac Kac, Michel Magne, Liliane Montevecchi et Ray Ventura ont enregistré pour Versailles.